# Orazione nell'orto degli ulivi

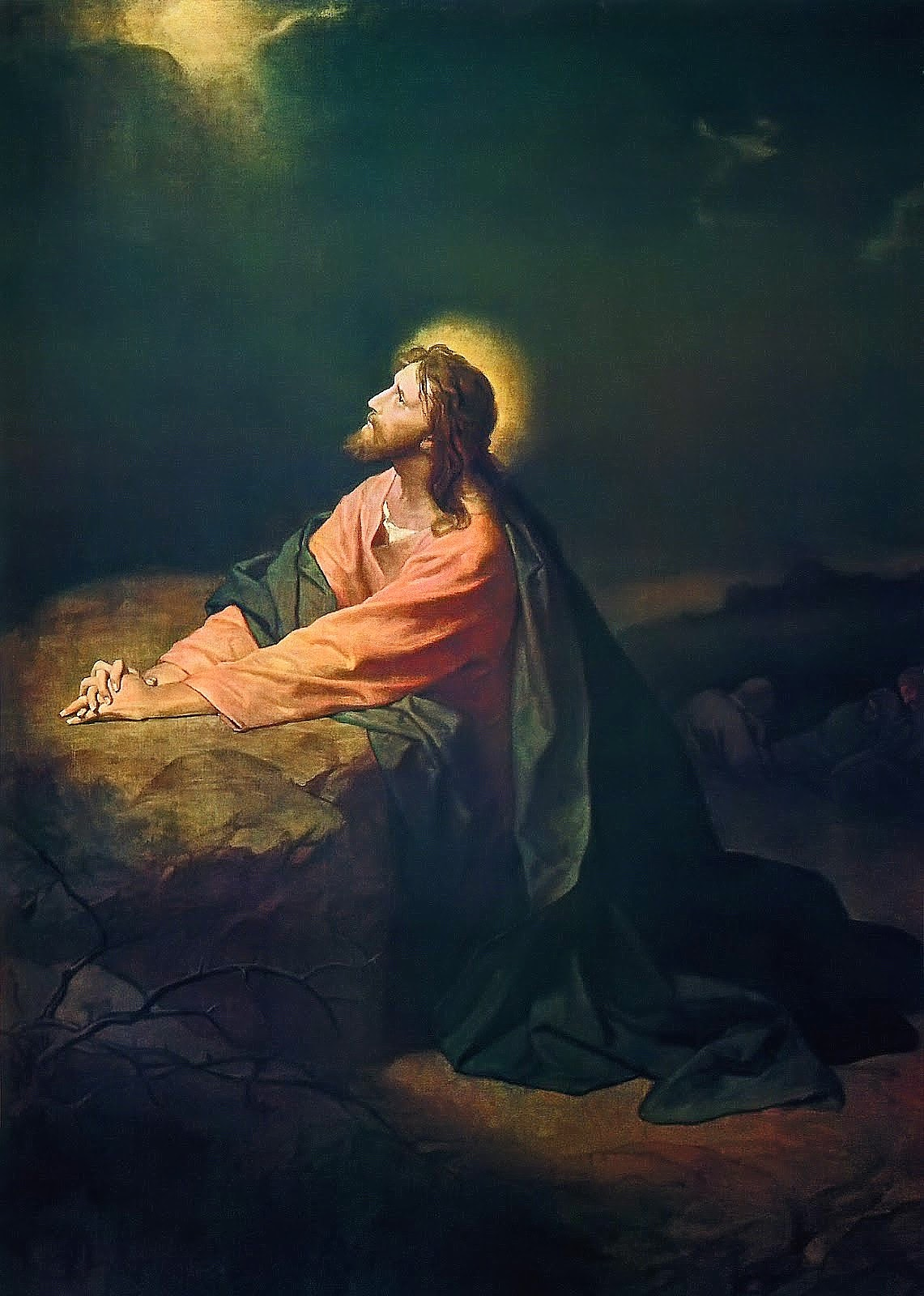
Cristo nel Getsemani, Heinrich Hofmann, 1886

L'orazione nell'orto del Getsemani è un episodio incluso nel Nuovo Testamento, che si colloca tra il commiato di Gesù dagli apostoli alla conclusione dell'Ultima Cena e l'arresto di Gesù.

## Narrazioni dell'episodio
L'episodio dell'orazione nell'orto degli ulivi è contenuto in redazioni molto simili nel Vangelo secondo Marco (14:32-42) e nel Vangelo secondo Matteo (26,36-46), è contenuto in forma differente nel Vangelo secondo Luca (22,39-46), mentre è assente dal Vangelo secondo Giovanni; all'interno del Nuovo Testamento, un possibile riferimento a questo episodio è contenuto nella Lettera agli Ebrei (5:7-8).
I tre vangeli sinottici pongono l'episodio subito dopo l'Ultima Cena e subito prima dell'arresto di Gesù, con i quali costituisce una linea narrativa continua.

### Narrazioni nei vangelisecondo Marcoesecondo Matteo

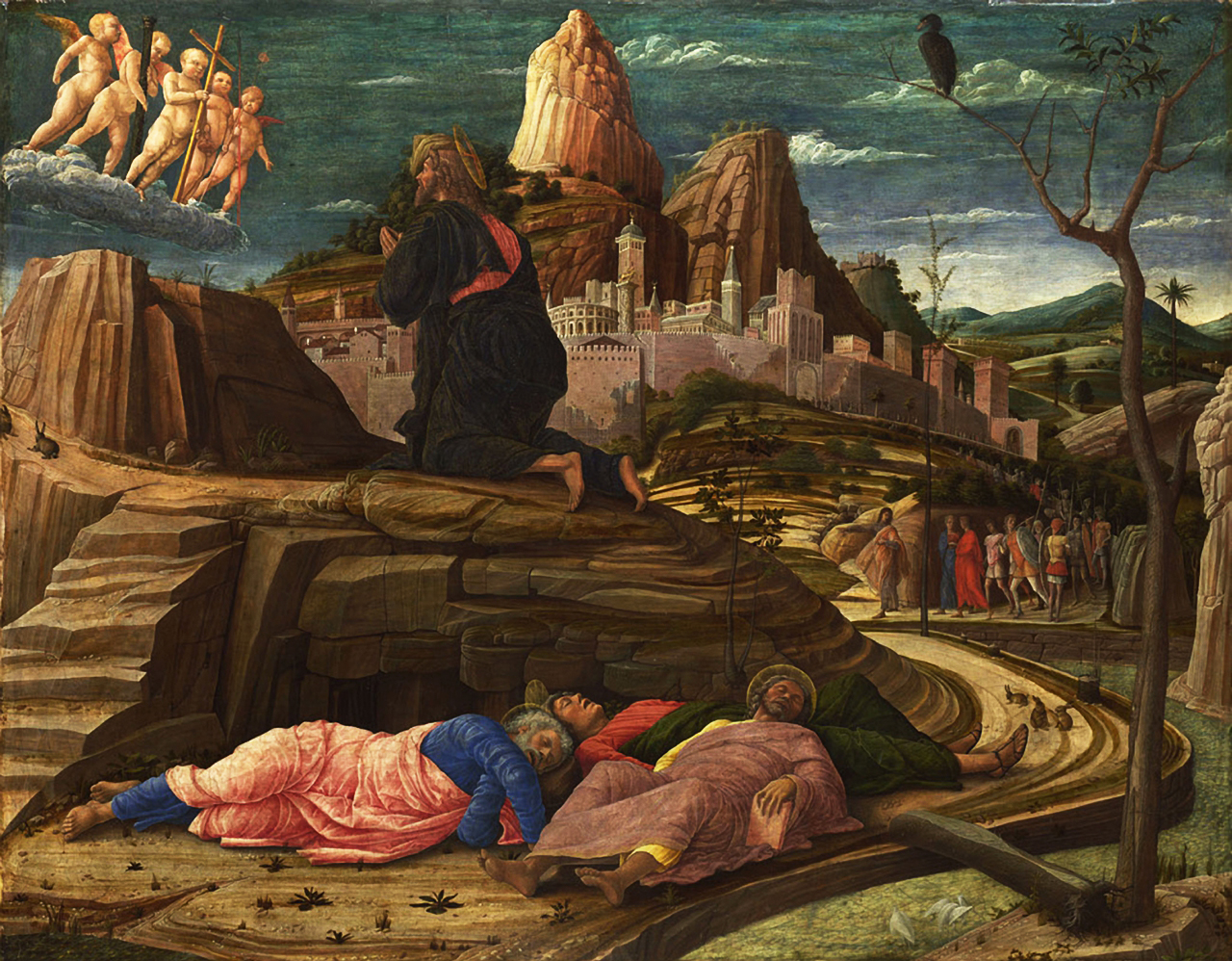
Orazione nell'orto, Andrea Mantegna (1455); nel quadro si vedono Gesù che prega mentre Pietro, Giovanni e Giacomo dormono, come indicato in due dei tre sinottici; sullo sfondo Giuda Iscariota e le guardie si avvicinano per arrestare Gesù.

Nei vangeli secondo Marco e secondo Matteo le narrazioni sono molto simili (del resto secondo gli studiosi moderni, il Vangelo secondo Matteo fu scritto a partire dal Vangelo secondo Marco, cfr. priorità marciana):
- Gesù e gli apostoli giungono al podere detto «Getsemani»,[N 1] dove Gesù invita gli apostoli a sedersi mentre lui va a pregare (Mc 14:32[6]; Mt 26,36[7]);
- Gesù prende con sé Pietro, Giovanni e Giacomo e inizia a provare angoscia (Mc 14:33[8]; Mt 26,37[9]), poi dice loro che la sua anima è oppressa da una tristezza mortale e li invita a restare là e vegliare con lui (Mc 14:34[10]; Mt 26,38[11]);
- Gesù si allontana da loro, si getta a terra e prega il Padre che il calice passi oltre, che sia allontanato da lui, ma aggiunge che sia fatto ciò che vuole il Padre e non ciò che vuole Gesù (Mc 14:35-36[12]; Mt 26,39[13]);
- Gesù torna dai discepoli e li trova addormentati, e si rivolge a Pietro, rimproverandoli[N 2] di non esser stati in grado di vegliare una sola ora, e invitandoli a pregare per non entrare in tentazione, in quanto «lo spirito è pronto, ma la carne è debole» (Mc 14:37-38[14]; Mt 26,40-41[15]);
- Gesù si allontana di nuovo, pronunciando le stesse parole, poi torna, e trova ancora i discepoli addormentati, «perché i loro occhi erano appesantiti» (Mc 14:39-40[16]; Mt 26,42-43[17]);
- Gesù prega una terza volta, e per la terza volta torna dai discepoli, ma questa volta li invita a dormire e riposare, poi li avverte che è venuta l'ora, che il Figlio dell'uomo è consegnato nelle mani dei peccatori e che colui che lo tradisce è vicino (Mc 14:41-42[18]; Mt 26,44-46[19]).

### Narrazione nelVangelo secondo Luca

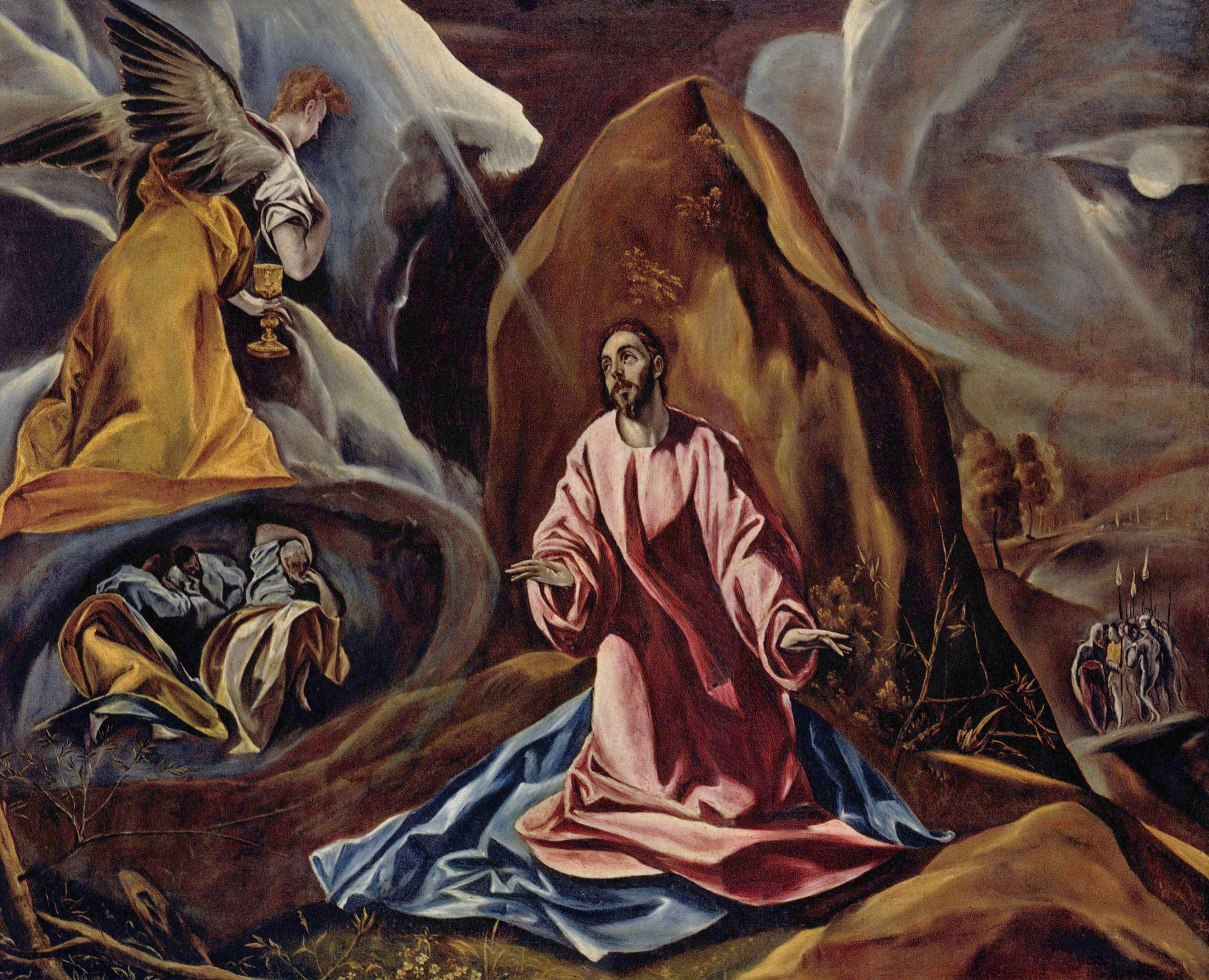
LOrazione nell'orto di El Greco (1590 circa) raffigura l'arrivo dell'angelo, un evento narrato dal Vangelo secondo Luca e assente negli altri due sinottici

La narrazione dell'episodio nel Vangelo secondo Luca ha punti di contatto e di divergenza con le versioni degli altri due sinottici:
- Gesù si reca, «come al solito», al Monte degli Ulivi, e gli apostoli lo seguono (Lc 22:39[20]);
- qui invita subito gli apostoli[N 3] a pregare «di non entrare in tentazione» (Lc 22:40[21]);
- si allontana da loro e si mette a pregare «in ginocchio», e prega il Padre che il calice sia allontanato da lui, ma aggiunge che sia fatto ciò che vuole il Padre e non ciò che vuole Gesù (Lc 22:41-42[22]);
- appare un angelo dal cielo per dargli forza (Lc 22:43[23]);
- Gesù è in agonia e prega più intensamente, e il suo sudore diventa «come grosse gocce di sangue che cadevano in terra» (Lc 22:44[24]);
- dopo aver pregato, Gesù torna dai discepoli e li trova «addormentati per la tristezza» (Lc 22:45[25]), allora li rimprovera, e li invita ad alzarsi e pregare, «affinché non entriate in tentazione» (Lc 22:41-42[26]).

A differenza degli altri due sinottici, in Luca Gesù non è angosciato o triste, né si rivolge a parte a Pietro, Giovanni o Giacomo; inoltre, nel vangelo lucano Gesù non si reca a pregare tre volte, tornando dopo ciascuna dagli apostoli, ma si allontana a pregare una sola volta.
Un'altra caratteristica esclusiva del Vangelo secondo Luca è il riferimento all'agonia di Gesù al Getsemani: il vangelo lucano è l'unico che riporta l'arrivo dell'angelo e il fatto che per l'intensità della sua preghiera, il sudore di Gesù diventi simile a gocce di sangue. Si tratta di uno dei diversi brani che compaiono nel Nuovo Testamento ma che mancano dai manoscritti più antichi. L'autenticità di questo brano è stata messa in discussione dagli studiosi sin dalla seconda metà del XIX secolo. Secondo gli studiosi, alcuni copisti apportarono tale aggiunta nel II e III secolo per contrastare la dottrina cristologica di un Gesù esclusivamente divino. I versetti sono posti tra doppie parentesi quadre nelle edizioni moderne del testo greco, a indicarne la dubbia autenticità.

### Riferimenti nel resto del Nuovo Testamento
Nel Vangelo secondo Giovanni l'episodio è assente: qui Gesù si reca insieme agli apostoli in un giardino al di là del torrente Cèdron, dove Gesù si ritirava spesso coi suoi discepoli, e che per questo è noto a Giuda, che vi si reca con le guardie per arrestarlo (Gv 18:1-2).
Nella Lettera agli Ebrei, parlando di Gesù, si dice:
(Ebrei 5:7-8, Nuova Riveduta)

## Tradizione
Nella tradizione della Chiesa cattolica, l'orazione nell'orto degli Ulivi è il primo mistero doloroso del rosario.
Il riferimento di Gesù all'incapacità degli apostoli di vegliare una sola ora (Mc 14,37; Mt 26,40) è la base della devozione cattolica dell'Ora Santa per l'adorazione eucaristica.

## Rappresentazioni artistiche

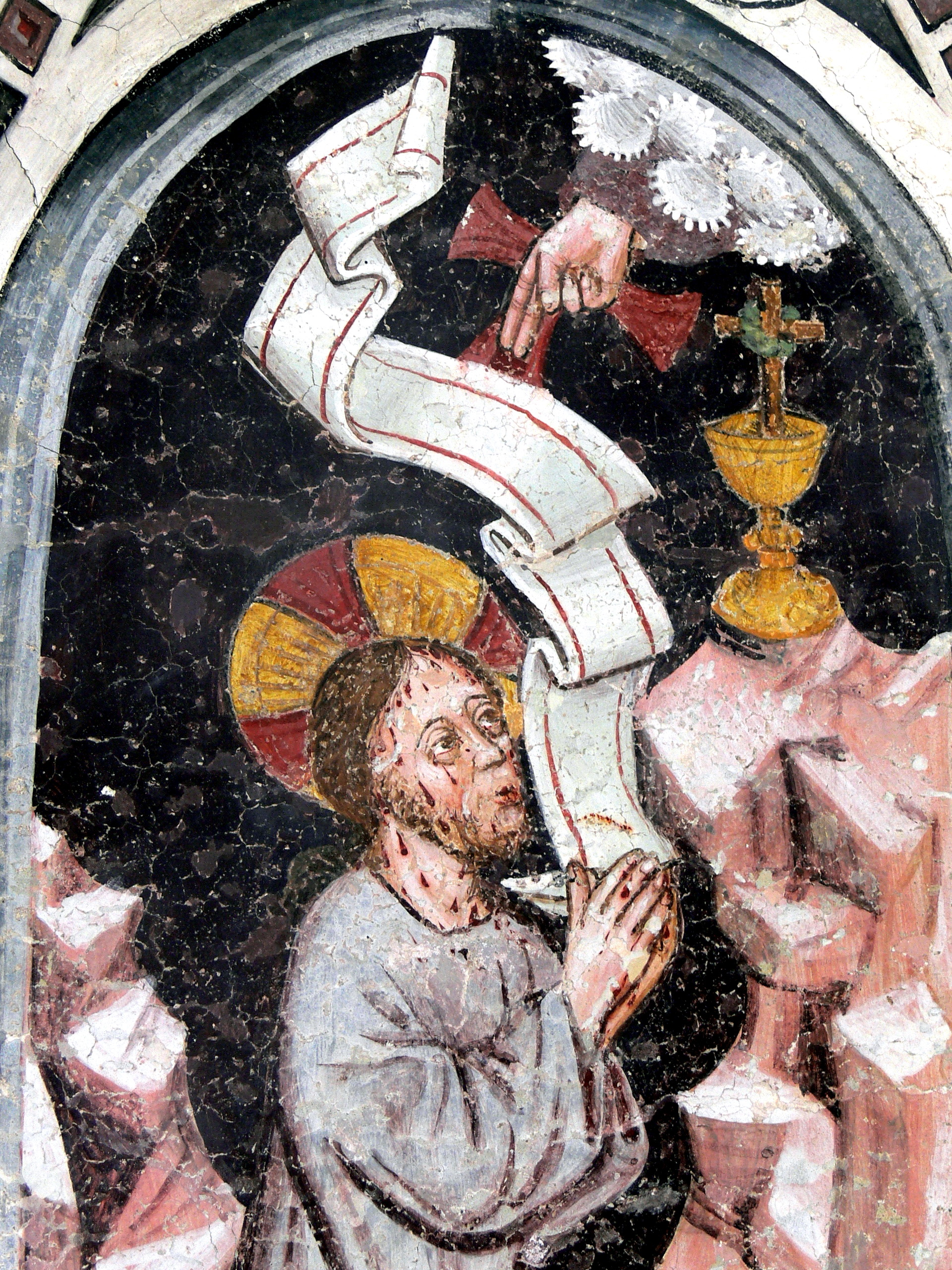
Gesù sul monte degli ulivi

Esistono diverse rappresentazioni nell'arte dell'Agonia nel giardino, tra cui:
- Orazione nell'orto- un antico dipinto (1459-1465) del maestro rinascimentale italiano Giovanni Bellini
- Orazione nell'orto - un dipinto dell'artista italiano Correggio, risalente al 1524 ed ora al Wellington Museum di Londra
- Orazione nell'orto - un dipinto dell'artista italiano Andrea Mantegna, risalente al 1458-1460 e conservato alla National Gallery di Londra
- Orazione nell'orto - un dipinto di Andrea Mantegna, risalente al 1457-1459 e conservato al Musée des Beaux-Arts di Tours
- Cristo sul Monte degli Ulivi - un dipinto del pittore barocco Michelangelo Merisi da Caravaggio, c. 1605
- Cristo sul monte degli ulivi - un dipinto di Paul Gauguin, 1889
- Cristo sul Monte degli Ulivi - un oratorio del compositore classico Ludwig van Beethoven
- " Getsemani (I Only Want to Say) " - Nell'opera rock Jesus Christ Superstar di Tim Rice e Andrew Lloyd Webber, Gesù canta questa canzone in cui affronta Dio per il suo futuro destino, accettandolo alla fine della canzone. Una repressione orchestrale si sente dopo la crocifissione nella forma di "John Nineteen: Forty-One".

### Annotazioni
1. ↑  Parola aramaica che letteralmente significa «frantoio», è più noto col nome di «orto degli ulivi».
2. ↑  In Marco Gesù rimprovera il solo Pietro di essersi addormentato, in Matteo il rimprovero è rivolto a tutti gli apostoli.
3. ↑  In Luca Gesù si rivolge sempre a tutti gli apostoli, non si rivolge mai singolarmente a Pietro, Giovanni o Giacomo.
4. ↑  Il Vangelo secondo Luca, tra i vangeli canonici, è quello che presenta un'immagine di Gesù più composta ed imperturbabile anche nei momenti più difficili, inclusa la sua passione. Unica eccezione sono questi versetti. Alcuni gruppi tra i primi cristiani - ad esempio parte degli gnostici ed i marcioniti - sostenevano che Gesù fosse unicamente divino, al contrario della cristologia cattolica che lo considerava anche vero uomo. Nel II e III secolo, alcuni copisti - per sottolinearne l'umanità anche nel testo lucano - aggiunsero quindi questo passo in cui si evidenzia un Gesù che prova profonde sofferenze umane. I Padri della chiesa Giustino, Ireneo e Ippolito usarono questi versi appunto per sostenere la visione cristologica cattolica.

### Fonti
1. ↑   Warren W. Wiersbe, Bible Exposition Commentary, Vol. 1: New Testament, Chariot Victor Publishing, 1992,  pp. 268-269, ISBN 978-1-56476-030-2.
2. ↑   Mc 14:32-42, su La Parola - La Sacra Bibbia in italiano in Internet.
3. ↑   Mt 26,36-46, su La Parola - La Sacra Bibbia in italiano in Internet.
4. ↑   Lc 22,39-46, su La Parola - La Sacra Bibbia in italiano in Internet.
5. ↑   Eb 5:7-8, su La Parola - La Sacra Bibbia in italiano in Internet.
6. ↑   Mc 14:32, su La Parola - La Sacra Bibbia in italiano in Internet.
7. ↑   Mt 26,36, su La Parola - La Sacra Bibbia in italiano in Internet.
8. ↑   Mc 14:33, su La Parola - La Sacra Bibbia in italiano in Internet.
9. ↑   Mt 26,37, su La Parola - La Sacra Bibbia in italiano in Internet.
10. ↑   Mc 14:34, su La Parola - La Sacra Bibbia in italiano in Internet.
11. ↑   Mt 26,38, su La Parola - La Sacra Bibbia in italiano in Internet.
12. ↑   Mc 14:35-36, su La Parola - La Sacra Bibbia in italiano in Internet.
13. ↑   Mt 26,39, su La Parola - La Sacra Bibbia in italiano in Internet.
14. ↑   Mc 14:37-38, su La Parola - La Sacra Bibbia in italiano in Internet.
15. ↑   Mt 26,40-41, su La Parola - La Sacra Bibbia in italiano in Internet.
16. ↑   Mc 14:39-40, su La Parola - La Sacra Bibbia in italiano in Internet.
17. ↑   Mt 26,42-43, su La Parola - La Sacra Bibbia in italiano in Internet.
18. ↑   Mc 14:41-42, su La Parola - La Sacra Bibbia in italiano in Internet.
19. ↑   Mt 26,44-46, su La Parola - La Sacra Bibbia in italiano in Internet.
20. ↑   Lc 22:39, su La Parola - La Sacra Bibbia in italiano in Internet.
21. ↑   Lc 22:40, su La Parola - La Sacra Bibbia in italiano in Internet.
22. ↑   Lc 22:41-42, su La Parola - La Sacra Bibbia in italiano in Internet.
23. ↑   Lc 22:43, su La Parola - La Sacra Bibbia in italiano in Internet.
24. ↑   Lc 22:44, su La Parola - La Sacra Bibbia in italiano in Internet.
25. ↑   Lc 22:45, su La Parola - La Sacra Bibbia in italiano in Internet.
26. ↑   Lc 22:41-42, su La Parola - La Sacra Bibbia in italiano in Internet.
27. ↑  Kurt Aland, e Barbara Aland, The Text of the New Testament: An Introduction to the Critical Editions and to the Theory and Practice of Modern Textual Criticism, William B. Eerdmans Publishing Company, Grand Rapids, Michigan, 1995, p. 310; Bruce Metzger, The Text of the New Testament: Its Transmission, Corruption, and Restoration (Oxford University Press: 2005), p. 286; Bart Ehrman, The Orthodox Corruption of Scripture (Oxford University Press: 1993), pp. 187-194; Bruce Metzger e Bart Ehrman, Il testo del Nuovo Testamento, Paideia Editrice, 2013, pp. 250-251, ISBN 978-88-394-0853-2; Bart Ehrman, Il Nuovo Testamento, Carocci Editore, 2015, pp. 26,162, ISBN 978-88-430-7821-9; Bart Ehrman, Gesù non l'ha mai detto - Millecinquecento anni di errori e manipolazioni nella traduzione dei vangeli, Mondadori, 2007, pp. 160-166, ISBN 978-88-04-57996-0.
28. ↑   Gv 18:1-2, su La Parola - La Sacra Bibbia in italiano in Internet.
29. ↑   Eb 5:7-8, su La Parola - La Sacra Bibbia in italiano in Internet.
30. ↑   Mc 14,37, su La Parola - La Sacra Bibbia in italiano in Internet.
31. ↑   Mt 26,40, su La Parola - La Sacra Bibbia in italiano in Internet.
32. ↑   Peter Stravinskas, Our Sunday Visitor's Catholic Encyclopedia, Huntingdon, Indiana, OSV Press, 1998,  p. 498, ISBN 978-0-87973-669-9.